# Ђеничола (Маса-Карара)
Ђеничола је насеље у Италији у округу Маса-Карара, региону Тоскана.
Према процени из 2011. у насељу је живело 13 становника. Насеље се налази на надморској висини од 472 м.